# Подолєва Олена Євгенівна
Олена Євгенівна Подолєва (нар. 17 вересня 1954) — українська економістка, професор, кандидат економічних наук, віцепрезидент ICC Ukraine.

## Біографія
Народилася 17 вересня 1954 року.
У 1976 році закінчила економічний факультет, в 1980 році — аспірантуру Ленінградського державного університету.
З 1981 по 1987 рік обіймала посаду старшого викладача, доцента Донецького вищого військового політичного училища.
У 1987—1992 роках — доцент, декан факультету Інституту підвищення кваліфікації керівників при Кабінеті Міністрів України.
У 1992—1995 роках працювала завідувачем кафедри соціальних проблем Академії управління при Президентові України.
У 1997 році здобула вчене звання «професор».
З 1995 по 2004 рік обіймала посаду начальника управління Торгово-промислової палати України, радник президента Торгово-промислової палати України.
У 2004—2015 роках — віцепрезидент Торгово-промислової палати України. Була звільнена з посади на З'їзді членів палати, шляхом висловлення недовіри. Намагалась поновитись на посаді рішенням суду, однак Печерський районний суд та Апеляційний суд міста Києва в задоволенні позову відмовили.
Від 2006 — 2012 ректор Міжнародної академії фінансів та інвестицій (за сумісництвом). Повідомлялось про нецільові витрати академії за результатами аудиторської перевірки 2010-2013 років.
з 2008 — 2015 Почесний консул Східної Республіки Уругвай в Україні.
Від 2018 — віцепрезидент ICC Ukraine.
Заступник голови Громадської ради при Державному агентстві України з інвестицій та інновацій. Член Консультативної ради Південно-європейського науково-дослідного центру Шеффілдського університету.
Автор понад 80 наукових праць.

## Нагороди
- орден «За заслуги» III ступеня (30 листопада 2009) — за значний особистий внесок у соціально-економічний, науково-технічний і культурний розвиток України, вагомі досягнення у трудовій діяльності, багаторічну сумлінну працю та з нагоди річниці підтвердження всеукраїнським референдумом 1 грудня 1991 року Акта проголошення незалежності України[6].

## Критика
6 березня 2018 року Міністерство закордонних справ України надіслало ноту Посольству Уругваю у Республіці Польща, у якій зазначило, що: «починаючи з 2015 року пані систематично втручалась у розслідування ситуації стосовно приміщень Почесного Консульства Східної Республіки Уругвай, намагаючись використати її статус як почесного консула, щоб чинити тиск на відповідні Українські органи та підривати авторитет державних органів України». У вересні 2021 року Шевченківський районний суд Києва частково задовольнив позов Олени Подолєвої щодо захисту честі, гідності та ділової репутації та зобов'язав Міністерство спростувати цю інформацію.